# Xabier San Sebastián
Xabier San Sebastián Lasa, nacido el 13 de noviembre de 1995 en Tolosa (Guipúzcoa), es un ciclista profesional español que fue profesional en 2014 y 2015 en calidad de stagiaire. Se retiró al finalizar la temporada 2016.

## Palmarés
2015 (como amateur)
- 1 etapa de la Ronde de l'Isard d'Ariège